# 障害者職業センター
障害者職業センター（しょうがいしゃしょくぎょうセンター）とは、「障害者の雇用の促進等に関する法律」第19 - 26条により、障害者の職業生活における自立を促進するため、厚生労働大臣が設置及び運営の業務を行うとされている次の施設である。同法により、独立行政法人高齢・障害・求職者雇用支援機構が設置運営の業務を行なっている。
- 障害者職業総合センター[2]
- 広域障害者職業センター[3]
- 地域障害者職業センター[4]

これらの障害者職業センターは、同法第25条により「相互に密接に連絡し、及び協力して、障害者の職業生活における自立の促進に努めなければならない。」とされている。